# 正院駅
正院駅（しょういんえき）は、石川県珠洲市正院町正院にあったのと鉄道能登線の駅である。2005年（平成17年）、能登線の廃止により廃駅となった。

## 歴史
- 1964年（昭和39年）9月21日：日本国有鉄道（国鉄）能登線の駅として開業[1][2]（業務委託駅）。
- 1985年（昭和60年）4月1日：無人駅[3]（簡易委託駅）化。
- 1987年（昭和62年）4月1日：国鉄分割民営化により西日本旅客鉄道に承継される[1]。
- 1988年（昭和63年）3月25日：のと鉄道への転換により同社能登線の駅となる[1]。同時に完全無人駅化。
- 2005年（平成17年）4月1日：能登線廃止に伴い廃駅。

## 駅構造
片面ホーム1面1線を持つ地上駅で、小さなコンクリートの駅舎がある。この駅舎は蛸島駅のものとよく似ている。JR時代は簡易委託による乗車券発売が行われていたが、のと鉄道への転換と同時に無人駅となった。

## 駅周辺
あたりは珠洲市正院町の住宅地である。
- 正院郵便局

## 廃止後

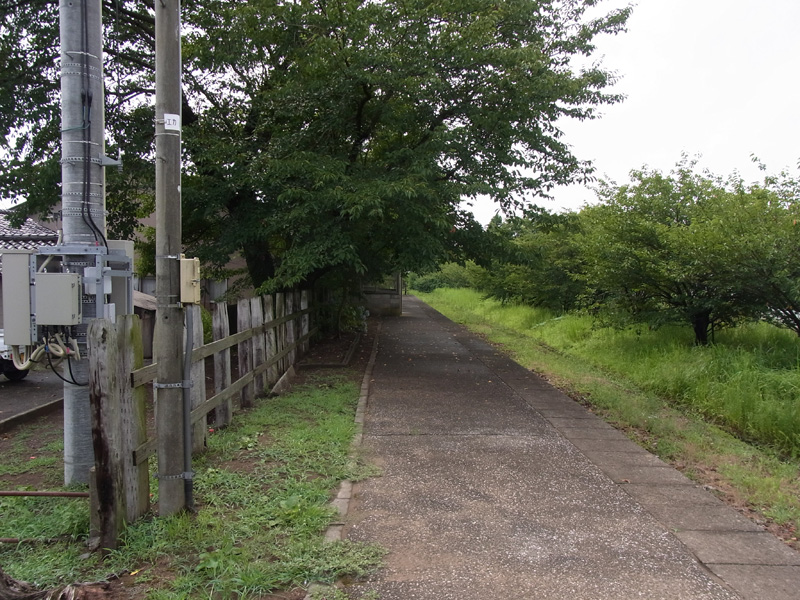
正院駅ホーム（2012年8月）

- 2019年（令和元年）現在、レールは外されているものの、駅舎やホームは残されている。

## 隣の駅
のと鉄道
能登線
珠洲駅 - 正院駅 - 蛸島駅